# Eqrem Libohova
Eqrem Bej Libohova (Gjirokastër, 24 de febrero de 1882 - Roma, 1948) fue un político albanés, y férreo colaborador de las Fuerzas del Eje, durante la Segunda Guerra Mundial. Ejerció dos veces el cargo de Primer ministro de Albania durante la ocupación italiana de Albania.

## Carrera política
Comenzando su carrera política a muy temprana edad, Libohova ejerció como el ministro albanés en Roma. En 1924, mientras ocupaba ese cargo, Libohova colaboró en las negociaciones que dieron paso a la creación del Banco de Albania. También trabajó para su hermano Myfid Libohova, quien era un conocido economista, diplomático y ejerció varias veces el cargo de Ministro de Asuntos Exteriores de su país.
En 1931, Libohova fue ministro de la corte real del rey Zog I de Albania. El 26 de enero de 1931,  acompañó al monarca en una gira por Italia. El 20 de febrero, después después de asistir a un espectáculo de Pagliacci en la Ópera Estatal de Viena, Libohova resultó herido tras un atentado en contra del rey. Zog I, Libohova, y su chofer, abrieron fuego hacia los conspiradores, Aziz Çami y Ndok Gjeloshi, logrando huir del intento de magnicidio. Libohova había recibido un disparo en la pierna y una bala atravesó su sombrero; el Rey resultó ileso.
Libohova fue descrito como un "Itanófilo" por otros miembros de la clase política de Albania durante su estadía como miembro de la corte real.
Entre el 19 de enero y el 13 de febrero de 1943, y entre el 12 de mayo y el 9 de septiembre de 1943, Libohova ejerció como Primer ministro de Albania, colaborando fuertemente con la Italia Fascista, al mando de Benito Mussolini.